# I Am …
I Am … (englisch für Ich Bin …) ist das dritte offizielle Musikalbum von Eastcoast-Rap-Musiker Nas für Columbia Records. Auf dem Album sind die beiden Singles Nas Is Like und Hate Me Now enthalten. I Am … stieg auf Platz eins in die US-amerikanischen Album-Charts ein, wurde in der ersten Woche 470.000 Mal verkauft, und wurde von der RIAA mit insgesamt über zwei Millionen verkauften Kopien in den Vereinigten Staaten mit Doppel-Platin verifiziert. Aufgrund des kommerziellen Erscheinungsbildes wurde das Album von Kritikern negativ bewertet, von Fans aber dennoch gut aufgenommen, ebenso wie vom Hip-Hop Magazin The Source das 4,5 Mics vergab.
I Am … sollte ursprünglich ein Doppel-Album werden, wurde dann aber aufgrund von Schwarzkopien im Internet ein normales One-Disc-Album. Einige der im Internet verbreiteten Songs wurden drei Jahre später auf The Lost Tapes veröffentlicht. Das Album hat für Nas’ Verhältnisse eine großzügige Gästeliste mit der verstorbenen R&B-Sängerin Aaliyah, DMX, Puff Daddy und Südstaaten-Rapper Scarface. Die erste Single Nas Is Like wurde von DJ Premier produziert und enthält im Refrain Samples von der 1994er Single It Ain’t Hard to Tell vom Album Illmatic. Das Video dazu wurde von Nick Quested gedreht, wurde aber weniger häufig gespielt als das Video zu Hate Me Now mit Puff Daddy.
Bei den Grammy Awards 2000 wurde I Am … in der Kategorie Best Rap Album nominiert, unterlag jedoch The Slim Shady LP von Eminem.

## Titelliste
1. Album Intro
2. N.Y. State of Mind Part 2 (produziert von DJ Premier)
3. Hate Me Now (featuring Puff Daddy, produziert von D-Moet, Pretty Boy & Trackmasters)
4. Small World (produziert von Carlos Six July Broadly & Nashiem Myrick)
5. Favor for a Favor (featuring Scarface, produziert von L.E.S.)
6. We Will Survive (produziert von Trackmasters)
7. Ghetto Prisoners (produziert von Grease)
8. You Won’t See Me Tonight (featuring Aaliyah, produziert von Timbaland)
9. I Want to Talk to You (produziert von L.E.S.)
10. Dr. Knockboot (produziert von Trackmasters)
11. Life Is What You Make It (featuring DMX, produziert von L.E.S.)
12. Big Things (produziert von Alvin West)
13. Nas Is Like (produziert von DJ Premier)
14. K-I-S-S-I-N-G (produziert von L.E.S.)
15. Money Is My Bitch (produziert von Alvin West)
16. Undying Love (produziert von L.E.S.)